# Браун, Роберт (теолог)
Роберт Браун (англ. Robert Browne; 1550, Толторп, Ратлендшир — 1633, Нортгемптон) — английский протестант, теолог, проповедник, один из основателей конгрегационализма, основоположник броунизма.

## Биография
В 1572 году получил степень в Корпус-Кристи-колледж (Кембридж). Был директором школы Сент-Олейв (Орпингтон) и учителем Стамфордской школы.
Вышел из Англиканской церкви и в 1580 году основал собственную церковь в Норидже на конгрегационистских принципах. По мнению Брауна, церковь должна быть независима от государства, свободна от любых форм церковной иерархии; в вопросах веры должно руководствоваться Священным Писанием, для понимания которого не требуется специального образования; конгрегация организуется и существует на условиях равноправия всех членов общины.
За религиозные воззрения Браун подвергся преследованиям, в Англии его учение было объявлено вне закона. Умер в тюрьме Нортгемптона в 1633 году.

## Интересные факты
В комедии Уильяма Шекспира «Двенадцатая ночь» (ок. 1601) сэр Эндрю, характеризуя его отношение к политичности, говорит: «Лучше быть браунистом, чем политиком».

## Труды
- A True and Short Declaration (1581)
- A Treatise of Reformation without Tarrying for any and of the Wickedness of those Preachers which will not reform till the Magistrate command or compel them (1582) — The church had a right to effect necessary reforms without permission of civil magistrate
- A Book which sheweth the Life and Manners of all true Christians (1582) — defines congretional autonomy
- An answere to master Cartwright his letter for ioyning with the English Church (1583)
- A true and short declaration, both of the gathering and ioyning together of certaine persons, and also of the lamentable breach and division which fell amongst them (1583)
- A Reproof of Certain Schismatical Persons (15??)
- A New Year’s Guift (1589)